# Ameriška napoved vojne Nemčiji (1941)
11. decembra 1941 so Združene države Amerike napovedale vojno Nacistični Nemčiji, potem, ko je ta že nekaj ur pred tem tega dne sama napovedala vojno Ameriki, zaradi ameriške vojne napovedi Japonske, katera je štiri dni prej napadla Pearl Harbour.            

## Besedilo vojne napovedi
SKUPNA RESOLUCIJA, s katero se ugotavlja, da obstaja vojno stanje med nemško vlado ter vlado in ljudstvom Združenih držav Amerike ter določa ukrepe v zvezi s tem.
Ker je nemška vlada uradno napovedala vojno vladi in ljudstvu Združenih držav Amerike,
sta Senat in Predstavniški dom Združenih držav Amerike v Kongresu sklenila, da se uradno razglasi vojno stanje med Združenimi državami in nemško vlado, ki je bilo vsiljeno Združenim državam Amerike. Predsednika se s tem pooblašča in se mu naroča, da uporabi vse mornariške in vojaške sile Združenih držav in vire Vlade za izvedbo vojne proti nemški vladi in uspešen konec spopada. Kongres Združenih držav jamči za uporabo vseh državnih virov v ta namen. 
(Podpis) Sam Rayburn, predsednik Predstavniškega doma
(Podpis) H. A. Wallace, podpredsednik Združenih držav in predsednik senata
Odobreno 11. decembra 1941 ob 15.05 po vzhodnem času.

(Podpis) Franklin D. Roosevelt, predsednik Združenih držav Amerike 